# یواس‌اس ساموئل اس مایلز (دی‌ای-۱۸۳)
یواس‌اس ساموئل اس مایلز (دی‌ای-۱۸۳) (به انگلیسی: USS Samuel S. Miles (DE-183)) یک کشتی بود که طول آن ۳۰۶ فوت (۹۳ متر) بود. این کشتی  در سال ۱۹۴۳ ساخته شد.